# Douglas Haldeman
Douglas Haldeman (* 16. September 1951 in Seattle) ist ein US-amerikanischer Psychologe, Psychotherapeut und Autor. 

## Biographie
Haldeman wurde am 16. September 1951 in Seattle geboren. 1975 erreichte Haldeman den Master in Education an der Stanford University. 1983 gelang ihm an der University of Washington der Doktor in Psychologie. 
Haldeman beschäftigt sich in seinen Arbeiten stark mit LGBT-Themen in der Psychologie und Psychotherapie. 1984 gründete er eine eigenständige Praxis in Seattle, Washington. 
Haldeman lebt gegenwärtig mit seinem langjährigen Lebensgefährten in Seattle, Washington.
Haldeman ist im Vorstand der American Psychological Association vertreten. Er setzt sich für die Rechte von homosexuellen Menschen ein, fordert aber gleichzeitig das Recht jeder homosexuellen Person auf Veränderung ein, sollte der Betroffene mit seiner sexuellen Orientierung unzufrieden sein. 
Bisher ist jedoch keine funktionierende „Therapie“ bekannt, mit der langfristig die sexuelle Orientierung verändert werden konnte. Die so genannte reparative Therapie bezeichnet Haldeman als „Pseudowissenschaft“.

## Werke (Auswahl)
- The village people: Identity and development in the gay male community, in: K. Bieschke, R. Perez & K. DeBord (Herausgeber)., Handbook of Counseling and Psychotherapy with Lesbian, Gay, Bisexual and Transgender Clients. Seiten 71–90, Washington, D.C.: APA Books, 2006
- Queer eye on the straight guy: A case of gay male heterophobia, in: M. Stevens und M. Englar-Carlson (Herausgeber), In the Room With Men: A Casebook for Psychotherapy with Men. Pp. 301-317, Washington, D.C.: APA Books, 2006
- Queer eye on the straight guy: A case of heterophobia, in: M. Stevens und M. Englar-Carlson, (Herausgeber), In the Room with Men: A Casebook for Psychotherapy with Men. Washington, D.C.: APA Books, 2006
- Impossible dreams, impossible choices and thoughts about depolarizing the debate, The Counseling Psychologist, S. Morrow, L. Beckstead, J. Hayes, Douglas Haldeman, Seiten 778–785, 2004
- Clear as folk: A new look at mental health and sexual/gender orientation, Contemporary Psychology, 2004
- When sexual and religious orientation collide: Considerations for psychotherapy with conflicted gay men, The Counseling Psychologist, 2004